# Alees Samaan

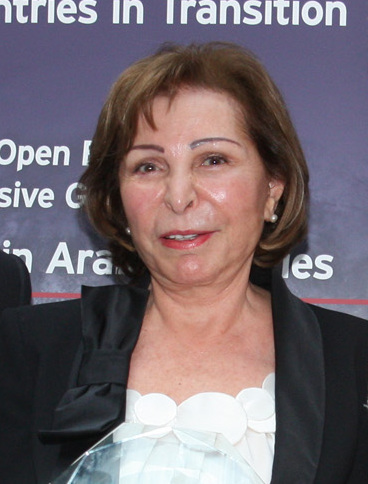
Alees Samaan

Alees Thomas Samaan, Alice Thomas Samaan, arabisch أليس سمعان, DMG Alīs Samʿān (geboren im 20. Jahrhundert in Manama) ist eine bahrainische Politikerin und Diplomatin. Sie war die erste Frau und erste Christin, die einem Parlament im Mittleren Osten vorstand, als sie am 19. April 2005 eine Sitzung des Oberhauses, des Shura-Rates von Bahrain, leitete. Samaan war eine von vier Frauen im Shura-Rat (Konsultativ-Rat). Sie war Botschafterin von Bahrain im Vereinigten Königreich (2011–2015), in Irland (2012–2015) und in den Niederlanden (2014–2015).

## Leben
Samaan gehört zur christlichen Minderheit in Bahrain. Ein Großvater kam im 19. Jahrhundert mit ihrer Mutter aus der Türkei und ließ sich in Bahrain nieder. Ihr Vater kam Anfang der 1930er Jahre mit einer Ölbohrfirma aus dem Irak nach Bahrain und heiratete ihre Mutter.
Samaan absolvierte die Lebanese English Teachers Training School im Libanon mit einem Diplom für BBC Broadcast Production and Directing, Krankenhaus-Management, Supervisory Management und Lehrerbildung.
Sie arbeitete als Lehrerin an der American Missionary School in Bahrain, während sie Programme für einen libanesischen Radiosender vorbereitete und moderierte. Dann leitete sie die Ausbildungsabteilung des Gesundheitsministeriums. Sie wurde bei UNICEF für Bahrain und Oman für die Mütter- und Kinder-Gesundheit engagiert sowie für Medienprogramme.
2000 wurde sie als eine von vier Frauen vom bahrainischen König Hamad bin Isa Al Khalifa in den Shura-Rat, vergleichbar mit dem britischen Oberhaus, berufen und war dort von 2000 bis 2010 in verschiedenen Ausschüssen tätig.
19. April 2005 war sie die erste Frau und die erste Christin in der arabischen Welt, die die Sitzung eines Parlaments in der Region leitete. Die kam zustande, weil die Vorschriften der Kammer vorsehen, dass in Abwesenheit des Präsidenten der Kammer und seiner Stellvertreter das älteste Mitglied des Rates die Sitzung leiten muss.
Erst 13 Jahre später wurde im Dezember 2018 eine weitere Frau, die Journalistin Fouzia Zainal, zur Präsidentin der Kammer ernannt und war damit die zweite Frau in der arabischen Welt, die den Vorsitz einer Kammer innehatte. Die erste war Amal Al Qubaisi im Nationalrat der Vereinigten Arabischen Emirate im Jahr 2015.
Samaan wurde 2011 auch die erste weibliche Diplomatin des Golf-Kooperationsrats im Vereinigten Königreich.

## Kontroverse
2012 kam es zu diplomatischen Verwicklungen, weil die britische Abgeordnete Ann Clwyd, Mitglied der Kommission zur Untersuchung von Menschenrechtsverletzungen in Bahrain, einen Weihnachtskorb mit Schokolade und Champagner ablehnte, den Botschafterin Samaan als Weihnachtsgeschenk geschickt hatte. Sie war nicht die einzige, die das Geschenk erhielt. Eine Lieferung erfolgte an zehn weitere Abgeordnete.